# Belegering van Sebastopol (1941-1942)
De Belegering van Sebastopol (Russisch: Оборо́на Севасто́поля и би́тва за Крым) was de langdurige belegering van de Russische stad Sebastopol door Duitse troepen aan het oostfront van de Tweede Wereldoorlog, (in de voormalige Sovjet-Unie en Rusland bekend als Grote Vaderlandse Oorlog) en een van de bloedigste episodes daarin. Het beleg vond plaats van 30 oktober 1941 tot 4 juli 1942 tussen Duitse strijdkrachten en troepen van het Rode Leger, de Zwarte Zeevloot en onderdelen van de Rode Luchtmacht. Er werd gevochten om de controle over de belangrijkste zeebasis van de Russische Zwarte Zeevloot tijdens de Tweede Wereldoorlog. Opmerkelijk tijdens deze belegering was het gebruik van zeer zware artillerie (kaliber 200–800 mm), waaronder de Schwerer Gustav, door de Duitsers.

## Slagorde

### Asmogendheden
Het Duitse 11e Leger onder bevel van Erich von Manstein belegerde Sebastopol. Tegen de tijd dat het slotoffensief in juni 1942 begon, bestond het uit negen Duitse infanteriedivisies (twee divisies die het tijdens de slag had ontvangen inbegrepen), verdeeld over twee korpsen. Ook had het 11e de beschikking over een Roemeens bergkorps, alsmede over verschillende ondersteunende eenheden, waaronder 150 tanks, enkele honderden vliegtuigen en een paar van de zwaarste stukken geschut waar de Wehrmacht over beschikte.
- Duitse 11e Leger
  - 306e HARKO
    - 672e Artilleriebataljon (1 spoorwegkanon Schwerer Gustav 800 mm)
    - 833e Zware mortierbatterij (2 mortieren Mörser Karl 600 mm)
    - 688e Spoorwegartilleriebatterij (2 kanonnen 283 mm)
    - 458e Zware artilleriebatterij (1 houwitser 420 mm)
    - 459e Zware artilleriebatterij (1 houwitser 420 mm)
    - 741e Artilleriebataljon (houwitsers 283 mm)
    - 742e Artilleriebataljon (houwitsers 283 mm)
    - 743e Artilleriebataljon (houwitsers 283 mm)
    - 744e Artilleriebataljon (houwitsers 283 mm)

  - Duitse 54e Legerkorps
    - 31e Artillerie Observatiebataljon
    - 556e Artillerie Observatiebataljon
    - Duitse 22e Infanteriedivisie
      - 16e Infanterieregiment
      - 47e Infanterieregiment
      - 65e Infanterieregiment
      - 22e Artillerieregiment
      - 22e Pioniersbataljon

    - Duitse 24e Infanteriedivisie
      - 31e Infanterieregiment
      - 32e Infanterieregiment
      - 102e Infanterieregiment
      - 24e Artillerieregiment
      - 24e Pioniersbataljon

    - Duitse 50e Infanteriedivisie
      - 121e Infanterieregiment
      - 122e Infanterieregiment
      - 123e Infanterieregiment
      - 150e Artillerieregiment
      - 150e Pioniersbataljon

    - Duitse 132e Infanteriedivisie
      - 436e Infanterieregiment (2 bataljons)
      - 437e Infanterieregiment (2 bataljons)
      - 438e Infanterieregiment
      - 132e Artillerieregiment
      - 213e Infanterieregiment (2 bataljons)

  - Duitse 30e Legerkorps
    -       - 29e Observatiebataljon

    - Duitse 28e Lichte Infanteriedivisie
      - 49e Jägerregiment
      - 83e Jägerregiment
      - 28e Artillerieregiment
      - 28e Pioniersbataljon

    - Duitse 72e Infanteriedivisie
      - 105e Infanterieregiment
      - 124e Infanteriregiment
      - 266e Infanterieregiment
      - 172e Artillerieregiment
      - 172e Pioniersbataljon

    - Duitse 170e Infanteriedivisie
      - 391e Infanterieregiment
      - 399e Infanterieregiment
      - 401e Infanterieregiment
      - 240e Artillerieregiment
      - 240e Pioniersbataljon
      - 240e Fietsbataljon

  - Roemeens Bergkorps
    - Roemeense 1e Bergdivisie
    - Roemeense 4e Bergdivisie
    - Roemeense 18e Infanteriedivisie

### Sovjet-Unie
De verdediging van Sebastopol werd hoofdzakelijk verzorgd door de Zwarte Zeevloot en het Kustverdedigingsleger (dat vanuit Odessa per schip was overgeplaatst) onder bevel van generaal Ivan Petrov. Het stadsgarnizoen telde één brigade, drie regimenten en negentien bataljons van het Korps Mariniers (ca. 23.000 man, 150 stuks veld- en kustartillerie en 82 vliegtuigen), waar generaal B. A. Borisov het bevel over voerde. 82 bunkers, 220 mitrailleurnesten, 33 km aan tankgrachten, 56 km aan prikkeldraadversperringen en 9600 mijnen werden gelegd om de verdediging te verbeteren.
- Kustbatterijen
  - 2e Batterij (4x 100 mm)
  - 8e Batterij (4 x 45 mm)
  - 10e Batterij (4 x 203 mm)
  - 12e Batterij (4 x 152 mm)
  - 13e Batterij (4 x 120 mm)
  - 14e Batterij (3 x 130 mm)
  - 18e Batterij (4 x 152 mm)
  - 19e Batterij (4 x 152 mm)
  - 30e Batterij (4 x 305 mm)
  - 32e Batterij
  - 35e Batterij (4 x 305 mm)
  - 54e Batterij (102 mm)
  - 111e Batterij
  - 112e Batterij
  - 113e Batterij
  - 114e Batterij
  - 116e Batterij
  - 119e Batterij
  - 706e Batterij (2 x 130 mm)
  - Chersonbatterij
  - Zungebatterij

## De verovering van de Krim

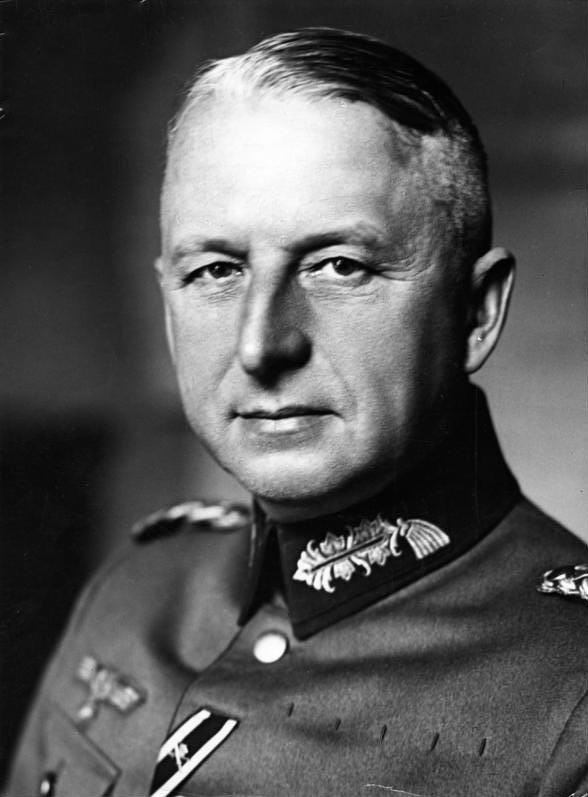
Erich von Manstein, de bevelhebber van de Duitse strijdkrachten

### De aanval op Perekop
Het 11e Leger was opgedragen de Krim in te nemen om zo de rechterflank van Legergroep Zuid veilig te stellen tijdens haar opmars in de Sovjet-Unie. Hitler was ook van plan om het schiereiland van Kertsj te gebruiken om zo strijdkrachten in de Kaukasus te laten landen. Manstein, die geloofde dat het Rode Leger gedurende de Krimcampagne hardnekkige weerstand zou bieden, liet zijn aanval halt houden zodat hij meer troepen naar het front kon overplaatsen. Door het luwen van de gevechten aan het Oostfront én doordat het 51e Leger van het Rode Leger bezig was defensieve stellingen in te nemen werd dit mogelijk gemaakt. De slagorde van het 11e Leger omvatte drie Duitse korpsen:
- 30e Legerkorps

22e Infanteriedivisie
72e Infanteriedivisie
SS-Division (motorisiert) Leibstandarte SS Adolf Hitler
- 49e Bergkorps

170e Infanteriedivisie
1e Bergdivisie
4e Bergdivisie
- 54e Legerkorps

46e Infanteriedivisie
73e Infanteriedivisie
50e Infanteriedivisie
Ook voerde Manstein het bevel over een Roemeens bergkorps.
Hoewel het aantal Sovjettroepen op de Krim in totaal 235.600 man bedroeg, werden er hiervan slechts ongeveer 30.000 geplaatst in de landengte van Perekop, die de Krim verbindt met het vasteland. Dit was een probleem voor de Sovjets, maar het zou een groot deel van de troepen in staat stellen krijgsgevangenschap te ontlopen indien de landengte zou worden ingenomen door de Duitsers. Het lage aantal verdedigers werd zelfs nog verder gereduceerd door Stalin, die erop stond dat er een aanval van het Rode Leger vanaf de landengte zou gebeuren. Deze aanval mislukte, kostte de Sovjets zware verliezen en onderbrak de werkzaamheden aan de versterkingen. 
De Slag om de Krim begon op 24 september 1941 over de smalle en troosteloze landengte. Een zware worsteling van vijf dagen volgde, waarbij de Sovjets vastberaden weerstand boden in een zestien kilometer diep verdedigingssysteem. Aangezien de begindoelstellingen waren gehaald, werden Mansteins strijdkrachten teruggebracht ten behoeve van inzet elders. De SS-Division (motorisiert) Leibstandarte SS Adolf Hitler en het 49e Bergkorps werden overgedragen aan de 1e Pantsergroep en de meeste van de Roemeense eenheden werden teruggetrokken. Manstein ontving het hoofdkwartier van het 42e Legerkorps en de 24e en 132e Infanteriedivisie als versterking. 
De tweede fase van de Krimcampagne werd op 18 oktober 1941 richting Perekop ontketend. Deze slag duurde 10 dagen en werd gekenmerkt door bittere gevechten. De zes overgebleven Duitse divisies vielen nu acht infanterie en vier cavaleriedivisies aan, waarvan velen rond 16 oktober 1941 vanuit Odessa (bezet door de Roemenen) per schip waren overgebracht. Maar een Sovjetdivisie had, zelfs op volle sterkte, ongeveer evenveel manschappen als een halve Duitse divisie en enkele van de verdedigende divisies waren al onderbemand door de gevechten in en rondom Odessa. Vanwege het terrein werd Manstein gedwongen om over drie smalle strookjes land een frontale aanval uit te voeren. De Sovjets bezetten defensieve stellingen en ze genoten ook nog eens tank- en luchtoverwicht. Desalniettemin stortte op 28 oktober de verdediging in en het zag ernaar uit dat de Krim zou vallen. Het 11e Leger ging ondanks zware verliezen verder, jagend op de terugtrekkende vijand. Manstein berichtte dat zo'n 100.000 Sovjetsoldaten werden gevangengenomen en 700 stukken geschut buitgemaakt. Sovjetbronnen beweren echter dat 'slechts' 68.200 manschappen krijgsgevangen werden gemaakt. Op 16 november 1941 was de Krim zo goed als in Duitse handen met alleen nog Sebastopol onder controle van de Sovjets.

### De eerste aanval op Sebastopol

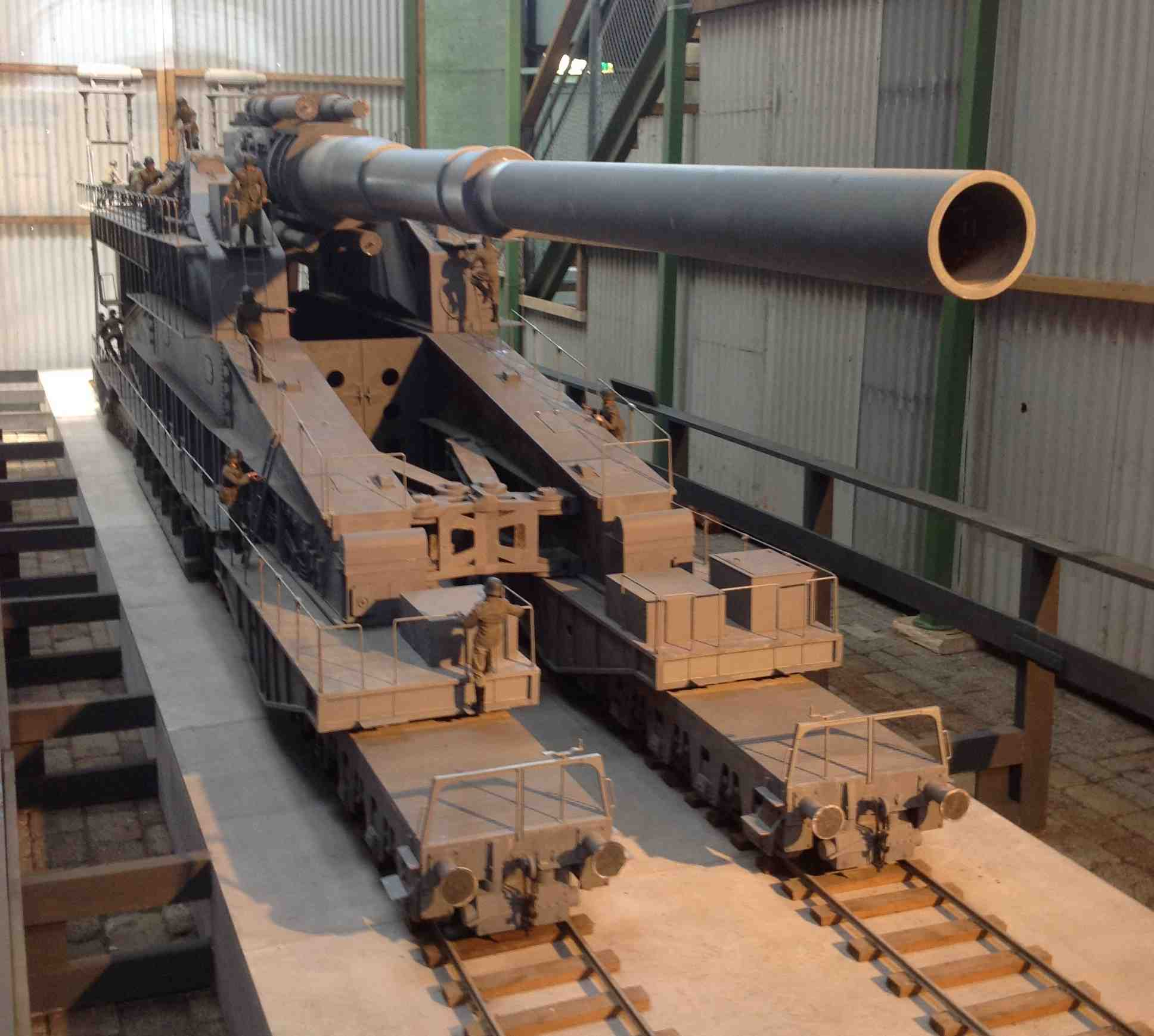
De Schwerer Gustav van 80 cm

Op 30 oktober 1941 werd een snelle stoot richting Sebastopol geëntameerd, die de verdediging van de stad zou moeten testen. De Duitsers vielen aan met twee infanteriedivisies en een gemotoriseerde brigade. Ze probeerden vanuit het noorden, noordoosten en oosten de stad te bestormen, maar werden terug gedreven. 
Vervolgens omsingelden de Duitsers de stad. De stad werd vanuit zee versterkt, grotendeels met troepen afkomstig uit het geëvacueerde Odessa. De Duitsers begonnen daarna een beter voorbereide aanval die snel uitmondde in zware gevechten. Op 11 november openden 60.000 soldaten van de Asmogendheden een tweede front maar na tien dagen werden ze gedwongen de aanval te staken. Alle aanvallen werden afgeslagen, onder andere omdat Manstein besloot de zuidflank aan te vallen, aangezien hij erop rekende dat de fortificaties daar zwakker waren. Het terrein in het zuiden was echter moeilijk begaanbaar en de Duitsers slaagden er niet in een doorbraak te forceren. 
Op 4 december berichtten lokale Sovjetcommandanten dat de verdediging was geherformeerd. Vervolgens gelastte Manstein de aanval in het zuiden af en bracht hij zijn strijdkrachten over naar het noorden. De Duitsers brachten ook hun grootste artilleriestuk, het Schwerer Gustav 80 cm spoorwegkanon, in stelling ter voorbereiding op een andere aanval. De Wehrmacht begon een vijfdaags bombardement op de stad. Op 17 december startten zes Duitse infanteriedivisies en twee Roemeense brigades, tezamen met 1275 kanonnen en mortieren, meer dan 150 tanks en meer dan 300 vliegtuigen de tweede aanval. De datum, zo laat in het jaar, betekende dat streng winters weer de operaties van de Luftwaffe hinderde en de Sovjets maakten hiervan gebruik om versterkingen per schip naar Sebastopol te sturen. 
Op 21 december, toen de Duitsers, die door de linies van de 40e Cavaleriedivisie waren gebroken, hun eindstoot voorbereidden, begonnen de Sovjets een tegenaanval en ze dreven hen terug met behulp van de pas gearriveerde 79e Mariniersbrigade. De tweede poging, door middel van bestorming, mislukte ook. Op 4 januari 1942 was elke eenheid van de Asmogendheden vastgelopen door tegenaanvallen van de Sovjets. Kort nadat het winteroffensief van de Sovjets begonnen was, veroorzaakte dit de zogenoemde 'Wintercrisis' bij de Wehrmacht.

### De Sovjetlandingen op Kertsj
Op 26 december 1941 landden Sovjettroepen op het schiereiland van Kertsj waar in totaal 41.930 manschappen van het 44e en 51e Leger aan land werden gezet. Deze strijdkrachten werden vlug versterkt. De landingen waren een poging opnieuw het initiatief op de Krim te nemen en de druk op Sebastopol te verlichten, waar Manstein voorbereidingen trof ondanks het slechte weer opnieuw aan te vallen. In het begin boekten de Sovjets succes waardoor ze werden aangemoedigd naar de landengte van Perekop door te stoten. 
De enige strijdkrachten die de Duitsers op het schiereiland hadden, waren de 46e Infanteriedivisie (onder bevel van generaal Hans Graf von Sponeck) en een Roemeens bergregiment. Sponeck kreeg geen toestemming terug te trekken maar toch moesten de Astroepen zich al vechtend terug laten vallen. De Duitse divisie verloor het grootste deel van zijn zware uitrusting en de Sovjettroepen moesten eerst verder oprukken voordat een front kon worden gestabiliseerd. Een serie van aanvallen en tegenaanvallen volgde, de laatste aanval van het Rode Leger werd uitgevoerd op 9 april 1942. Zes divisies en 160 tanks probeerden de Duitsers terug te drijven, maar na twee dagen mislukte de aanval compleet.

### Duitse tegenaanval
Op 8 mei 1942 ondernam het 11e Leger een tegenaanval (Unternehmen Trappenjagd) die gericht was op het verdrijven van de Sovjettroepen op de Kertsj en het hervatten van de aanval op Sebastopol. De Duitsers kwamen tegenover zeventien infanteriedivisies en enkele 'onafhankelijke brigades' te staan. De Duitsers hadden zeven infanteriedivisies en een pantserdivisie. Bij benadering bestond een derde van de Duitse strijdkrachten uit Roemenen. Na een aantal schijnaanvallen in het noorden brak het 11e Leger in het zuiden door en achtervolgde het de vijand in de richting van de zeestraten rondom de Kertsj. De Sovjettroepen gaven zich over en 170.000 manschappen van het Rode Leger vielen in handen van de Duitsers. Sovjetbronnen beweren dat zo'n 140.000 man waren geëvacueerd.

## De aanval op Sebastopol wordt hervat

### Beschietingen en bombardementen op de stad

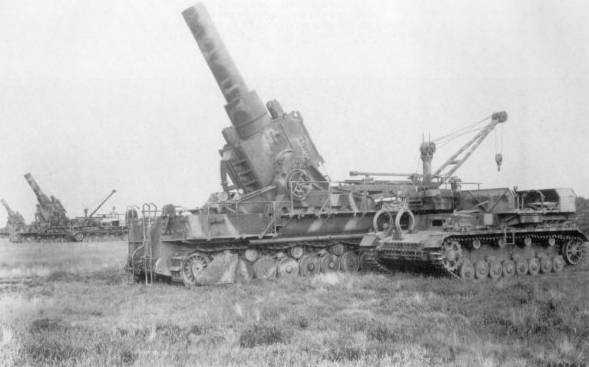
Een 60 cm Mörser Karl

Nadat de Duitsers de Sovjettroepen van de Krim hadden verdreven, richtten ze hun aandacht opnieuw op Sebastopol. Manstein had enkele van de grootste kanonnen ooit tot zijn beschikking ter ondersteuning van het beleg. Eind februari 1942 werden drie van de zes superzware 600 mm mortieren Mörser Karl, tezamen met veel andere 'normale' kanonnen en veldgeschut naar het front overgebracht. Ook de Schwerer Gustav werd ingesteld en voorbereid op het komende offensief. Het 800 mm spoorwegkanon had 2500 man nodig om er sporen voor te leggen. Het vuurde 48 granaten af en het slaagde er een keer in om een munitiedepot te raken 27 meter onder de grond. Op 21 mei 1942 voerden de Duitsers een artillerie- en luchtbombardement uit op de stad. Op 2 juni begonnen de zwaarste beschietingen en lieten alle beschikbare toestellen van Luftflotte 4, onder bevel van Wolfram von Richthofen, vijf dagen lang hun bommen op hun doelen en de stad vallen voordat de hoofdaanval begon. Op 7 juni vielen de Duitsers de tweede verdedigingslinie aan.

### De aanval begint
Mansteins plan voor de eindaanval op Sebastopol (Unternehmen Störfang, Operatie Steurvangst) ging uit van de stelling dat de havens aan de Severnaja Baai, ten noorden van Sebastopol, een 'logistieke levenslijn' vormden die de stad van voorraden voorzag. Als deze verbinding zou worden verbroken zou Sebastopol zich – wegens gebrek aan voorraden – vroegtijdig moeten overgeven, zonder dat de Duitsers de stad met geweld hoefden in te nemen. 
Toen bleek dat een zuidwaartse aanval vanuit het noorden de minste weerstand ondervond, besloot Manstein zijn belangrijkste aanvallen daar, met het 54e Legerkorps (bestaande uit vijf divisies), uit te voeren. Een bijkomende aanval van oost naar west zou worden ondernomen door het 30e Legerkorps (bestaande uit drie divisies) tegen de zuidelijke sector van de verdediging van Sebastopol. Dit was om te voorkomen, dat de Sovjets troepen naar het noorden zouden sturen. 
Elk Duits korps werd ondersteund door een kleiner Roemeens korps. Dit plan hield geen rekening met het feit dat essentiële voorraadleveringen in ieder geval niet konden worden hervat, doordat het herfstweer ervoor zorgde dat de Luftwaffe de grondtroepen niet kon ondersteunen. De Sovjets wisten dat en ze hadden van tevoren aanzienlijke voorraden aangelegd, iets dat ze nog vóór de eerste aanvallen in 1941 hadden gedaan. 
Noch de Severnaja Baai noch de gehele kustlijn van de baai waren de veronderstelde 'levenslijn'. Er was nu geen alternatief meer: Sebastopol moest koste wat kost worden veroverd. De buitenste verdedigingslinies werden op 16 juni doorbroken en het 54e Legerkorps bereikte al gauw de noordkust van de baai, terwijl sterke verzetshaarden van de Sovjettroepen op de flanken en in de achterhoede stand hielden. De opmars van het 30e Legerkorps westwaarts werd door de zogenoemde 'Sapoenlinie' tot staan gebracht. Het werd duidelijk dat Mansteins plan de havens aan de baai buiten werking te stellen had gefaald. 
In de nacht van 28 op 29 juni voerde Manstein een amfibische landing uit die de Sapoenlinie moest omtrekken. Dit was een bijzonder kostbare operatie waarvoor de beschikbare Duitse schepen volkomen ongeschikt waren, terwijl Duitse vliegtuigen en artillerie, ondanks al hun inspanningen, slechts weinig konden uitrichten tegen de diepe, ondergrondse kustverdediging van de Sovjettroepen. De Duitsers vielen fel aan, maar de verdedigers slaagden erin, om het tot de schemering vol te houden, waarna ze konden worden versterkt. Ondanks dit alles ging Manstein verder met troepen het gevecht in te sturen.

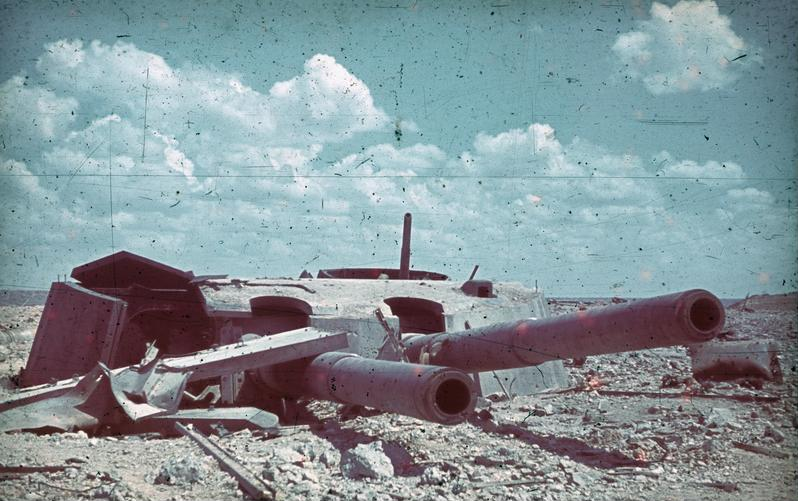
Het vernietigde fort 'Maxim Gorki'

### De verdediging wordt gebroken
Succes werd echter elders behaald. Op het noordelijke einde van de Sapoenlinie lukte het troepen van het 30e Legerkorps (versterkt met een deel van het 54e Legerkorps) een bres in de verdediging te slaan. Nadat Duitse en Roemeense troepen enkele schijnaanvallen op de middensector hadden uitgevoerd, slaagden ze erin om in het zuiden door de Sovjetlinies te breken. Hoewel de Sapoenlinie nu in het noorden en in het zuiden was doorbroken, probeerden de verdedigers stand te houden. Langzamerhand kregen ze echter gebrek aan munitie. 
De Sovjetbevelhebber, Petrov, beval een terugtocht naar het westen, richting Kaap Cherson, waar zijn mannen op meer voorraden konden wachten. Bij Kaap Cherson was hij van plan stand te houden. De uitgeputte Duitse strijdkrachten waren niet in staat de Sovjettroepen direct te achtervolgen, zodat dezen tijd hadden om zich te hergroeperen. Manstein begon een zware artilleriebeschieting op Sebastopol om de verdediging uit te schakelen. De stad was, op een bolwerk bij de kust na, echter onbezet gelaten. Petrov had, naïef als hij was, gehoopt dat hij de stad zodoende voor vernietiging zou kunnen behoeden.

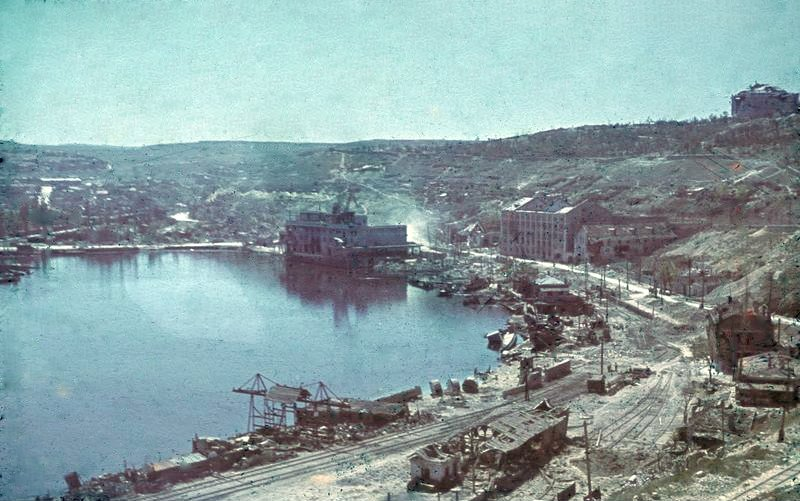
De haven van Sebastopol na het beleg

### De laatste dagen van het beleg
Toen het Duitse 11e Leger de stad steeds meer bedreigde, werd het Stalin duidelijk dat de opperbevelhebbers, partijfunctionarissen en ambtenaren per onderzeeboot moesten worden geëvacueerd. Oktjabrski en Petrov vertrokken nog op het laatste moment per vliegtuig. 
Op 29 juni 1942 viel Sebastopol in Duitse handen. De Sovjets verloren een lichte kruiser, vier torpedobootjagers, vier vrachtschepen en twee onderzeeërs. Rode soldaten vochten echter zelfs nog door nadat hun bunkers en loopgraven compleet waren vernietigd door de Duitse artillerie. De Duitsers dwongen hen met rook (waarvan wordt beweerd dat hij giftig was) uit hun schuilplaatsen, waarna ze door tank- en artillerievuur werden belaagd. 
Ze hadden echter nog 27 dagen nodig om de stad geheel te zuiveren van Sovjettroepen. Op 4 juli 1942 viel Cherson ten slotte en was de Krim onder controle van de Duitsers. Nadat hij het goede nieuws had gehoord, belde een verrukte Hitler Manstein op en hij prees hem als de 'Veroveraar van Sebastopol'. Tevens werd Manstein gepromoveerd tot Generalfeldmarschall. Ondanks het feit dat Sebastopol – en daarmee de hele Krim – was ingenomen, waren Sovjettroepen nog altijd tot 9 juli aanwezig in de baaien rondom het schiereiland.

## Nasleep

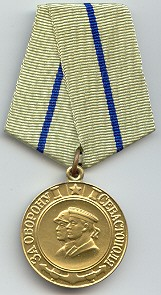
De medaille voor de Verdediging van Sebastopol

De Duitsers beweren dat meer dan 90.000 soldaten van het Rode Leger gevangen waren genomen en dat er nog meer waren gedood. Deze beweringen zijn echter waarschijnlijk te hoog ingeschat, aangezien Sovjetbronnen zeggen dat het garnizoen van Sebastopol vóór de slag 106.000 manschappen telde en dat het slechts 3.000 man aan versterking tijdens de slag had ontvangen. Ook is het bekend dat ongeveer 25.000 man werden geëvacueerd. Een reëlere schatting stelt de verliezen aan Sovjetzijde op 90.000 gevangenen en 11.000 doden. Verklaringen van Russische zijde stellen dat er bijzonder weinig Sovjettroepen waren die de Duitse aanval overleefd hadden. Manstein zelf vermeldt dat de Rode soldaten zichzelf liever opbliezen met de Duitse soldaten in hun buurt dan dat ze zich overgaven. Hij schreef dit gedrag toe aan de meedogenloosheid van de 'commissarissen' en de 'minachting voor een mensenleven van deze Aziatische macht'. Een andere verklaring voor de onwil van de Sovjettroepen zich over te geven, is hun angst voor de behandeling door de Duitsers als ze krijgsgevangen werden gemaakt.
Manstein schatte zijn eigen verliezen op 24.000, een bewering die erg geflatteerd lijkt. Dit getal sluit bovendien alle Roemeense verliezen uit, evenals de Duitse verliezen die waren opgelopen tijdens het uitroeien van de laatste verzetshaarden na de inname van Kaap Cherson. De val van Sebastopol resulteerde in Mansteins promotie tot Generalfeldmarschall, zoals beloofd. Hitler en het Duitse opperbevel waren ook diep onder de indruk van Mansteins vastberadenheid. Ondanks het succes duurde de operatie veel langer dan de Duitsers hadden voorspeld. Fall Blau, de opmars van Legergroep Zuid naar Stalingrad en de Kaukasus, was nog maar net begonnen. Het Duitse offensief zou geen steun krijgen van het 11e Leger.